# Hochaltrigkeit

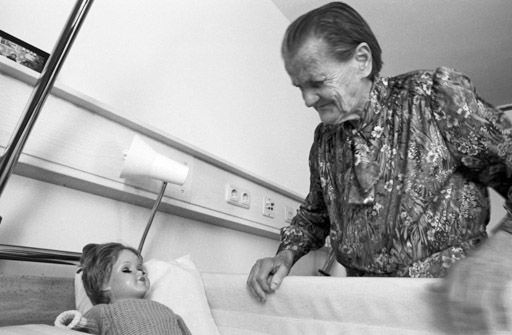
Eine Seniorin in der Pflegestation eines Altenheims

Hochaltrigkeit ist das Erscheinungsbild einer Bevölkerung, in der eine große Zahl der Menschen hohen Alters ist.
Als hochaltrig werden dabei pragmatisch Menschen angesehen, die älter als 80 Jahre sind.
In der Demografie sieht man, genauer, den Teil der Bevölkerung, von dessen Gleichaltrigen bereits die Hälfte gestorben ist, als hochaltrig an. Man spricht auch vom Vierten Alter. Ab 90 Jahren gilt man als höchstbetagt.
In den westlichen Industrienationen steigt seit dem 19. Jahrhundert infolge höherer Lebenserwartung bei gesunkener Geburtenrate der Anteil alter und sehr alter Menschen. Der Anteil über 60-jähriger an der Bevölkerung betrug in Deutschland 1950 14,6 %, 2000 betrug er 23,6 %, die Prognose für 2020 ist 29,2 %, und für 2050 werden 36,7 % erwartet. Die Hochaltrigkeit der Gesellschaft wird zunehmend als Herausforderung der Sozial- und Gesundheitssysteme gesehen. Gelegentlich wird diese Entwicklung mit den Begriffen Überalterung oder Unterjüngung bewertet, um herauszustellen, dass der gegenwärtig gültige Generationenvertrag diesen Veränderungen ohne Anpassungen nicht gewachsen ist.
Die Lebensphase, in der alte Menschen vermehrt auf Hilfe angewiesen sind, an schweren Gebrechen oder Demenz leiden, tritt in größerem Abstand vom Beginn des Ruhestandes ein.
Auch viele der sehr alten Menschen sind noch zu eigenständiger Lebensführung imstande.
In Deutschland betrug 2002 der Anteil der über 90-Jährigen, die in privaten Haushalten lebten, 57 %. Dennoch haben Menschen diesen Alters spezifische Ansprüche an ihre Wohnumgebung, nach gesellschaftlicher Teilhabe und schließlich im Fall von Demenz und Pflegebedürftigkeit nach Schutz und Wahrung ihrer Interessen.